# Der Fluch der aztekischen Mumie
Der Fluch der aztekischen Mumie (Spanischer Originaltitel La maldición de la momia azteca) ist ein mexikanischer Horror- und Science-Fiction-Film von 1957 und der mittlere Teil einer Trilogie um eine Aztekische Mumie. Vorläuferproduktion war La momia azteca, Nachfolger La momia azteca contra el robot humano. Alle drei Filme kamen in Deutschland nicht zur Aufführung; Der Fluch der aztekischen Mumie wurde am 12. Juni 2015 auf ARTE im Original mit deutschen Untertiteln ausgestrahlt.

## Handlung
Die Filmhandlung schließt direkt an die Vorgängerproduktion La momia azteca an. Dr. Krupp alias El murciélago („Die Fledermaus“) befindet sich in Polizeihaft. Bei der Verlegung in ein Gefängnis wird er von Mitgliedern seiner Bande befreit, obwohl ein als Superheld weißglänzend kostümierter Fremder in einem offenen Sportcabriolet schlagkräftig versucht, die Gangster zu vertreiben, jedoch von ihnen niedergeschlagen wird. Die Gangster erschießen einige Polizisten und lassen den Fremden liegen.
Nach dem Überfall erscheint der Fremde überraschend im Haus von Dr. Almada und berichtet ihm, Almadas Verlobter Flor und Dr. Almadas kleinem Bruder Pepe von der Flucht Dr. Krupps. Er stellt sich als „El Ángel“ (Der Engel) vor, der zum Kampf gegen das Böse eine Maske trägt, weil er so effektiver Gutes tun kann. Er warnt sie vor Aktionen Krupps und schenkt Pepe eine Funkarmbanduhr, mit der Pepe ihn jederzeit um Hilfe rufen kann.  
In seinem Hauptquartier, das über ein Labor verfügt, entwickelt Dr. Krupp einen Plan, um einen zweiten Versuch zu unternehmen, an einen aztekischen Schatz zu gelangen, der in einer Pyramide in Tenochtitlan von der aztekischen Mumie Popoca behütet wird. Mit dem Schatz will Dr. Krupp seine Bandenmitglieder belohnen und seine verbotenen Tierexperimente fortführen, mit denen er weltberühmt werden will. Krupp klärt seine Handlanger darüber auf, dass Almadas Verlobte Flor die Reinkarnation der aztekischen Prinzessin Xochitl ist, die verbotenerweise den berühmten aztekischen Krieger Popoca geliebt hat, wofür beide von den Priestern schrecklich bestraft wurden. Popoca muss als Mumie auf ewig den aztekischen Schatz behüten. 
Um zum Schatz zu gelangen, entführt die Bande Flor und Anita, die kleine Tochter Dr. Almadas. Während Dr. Krupp Flor hypnotisiert, um von ihr zu erfahren, wo sich die Pyramide befindet, ruft Pepe über die Funkuhr El Ángel. Der erscheint im Hauptquartier Dr. Krupps, um Flor und Anita zu befreien, wird jedoch überwältigt und in die Todeskammer gesperrt, wo er von Giftschlangen getötet werden soll. Es gelingt ihm, über seine Funkarmbanduhr Pepe zu alarmieren, der ihn im letzten Moment befreit.   
Dr. Krupp und seine Handlanger dringen in die Pyramide ein und stehlen eine wichtige Brustplatte und ein Armband der Mumie, auf der sich Informationen zum Schatz befinden. Dabei wird die Mumie wieder lebendig und greift die Eindringlinge an, die jedoch entkommen können. Dr. Krupp zwingt nun den inzwischen ebenfalls gefangenen Dr. Almada, die Schriftzeichen zu entziffern. Überraschend erscheint die Mumie im Hauptquartier und schlägt die Bandenmitglieder nieder. Dr. Krupp wird von Popoca in die Todeskammer geworfen, das Geheimnis des Schatzes ist gewahrt. Wie sich nun herausstellt, ist El Ángel in Wirklichkeit Penacate, der scheinbar feige und schwächliche Mitarbeiter Dr. Almadas. Die Mumie sucht sich nun eine neue Unterkunft, da sie nicht mehr in die Pyramide zurückkehren kann. Warum, bleibt unklar.   

## Produktionsnotizen
Sowohl Crox Alvarado (1910–1984) als El Ángel als auch die Handlanger Dr. Krupps waren seinerzeit in Mexiko bekannte Luchadores. Einige Szenen des Films stammen aus der Vorgängerproduktion La momia azteka und wurden lediglich neu montiert. 